# Euroliga 2000./01. (vaterpolo)
Euroligu u vaterpolu sezone 2000./01. igralo je 8 momčadi koje su bile raspoređene u dvije skupine. U prvoj skupini na Final Four plasirali su se Posillipo i Jug, a nisu Dinamo Moskva i Spandau. U drugoj skupini prošli su Bečej i Olympiakos, a ispali Ferencváros i Olympic Nice Natation. Final Four je održan u Dubrovniku na gruškom bazenu i domaći Jug je po drugi put postao prvakom Europe.
- Jug Dubrovnik: Maro Balić, Tihomil Vranješ, Đani Pecotić, Igor Računica, Ognjen Kržić, Mile Smodlaka, Dragan Medan, Ivo Ivaniš, Alen Bošković, Andrej Vladimirovič Belofastov, Pero Jovica, Elvis Fatović, Frano Karač, Goran Volarević; Sutić

## Final Four
18. svibnja 2001.
- Posillipo -  Olympiakos 6:7
- Bečej -  Jug 9:10

19. svibnja 2001.
- za treće mjesto: Posillipo - Bečej 12:5

- završnica: Olympiakos - Jug 7:8 (1:1, 2:1, 0:1, 2:2; 1:2, 1:1)
  - 4 pogotka Hatzitheodoroua; 3 Fatovića